# Yementallyrama nasheri
Yementallyrama nasheri är en skalbaggsart som beskrevs av Karl Adlbauer 2007. Yementallyrama nasheri ingår i släktet Yementallyrama och familjen långhorningar. Inga underarter finns listade i Catalogue of Life.